# Státní znak Fidži
Státní znak Fidži je tvořen stříbrným štítem, rozděleným červeným svatojiřským křížem na čtyři pole. V prvním poli jsou tři zelené stvoly cukrové třtiny, ve druhém zelená kokosová palma, ve třetím stříbrná holubice se zelenou olivovou snítkou v zobáku a ve čtvrtém zlatý trs banánů. V červené hlavě štítu je zlatý anglický lev s hnědým kakaovým bobem v tlapách. Nad štítem je stříbrnočervená točenice, nad ní místní loď s plachtou. Štítonoši jsou dva melanéští bojovníci v suknicích a s tradičními zbraněmi. Pod štítem je růžovostříbrná (zlatě podšitá) stuha s nápisem Rerevaka na Kalou ka doka na Tui  (česky Boha se boj a krále cti). Ve zdroji je nápis mírně pozměněný: Rere vaka na kalou ka doka na Tui.
Znak ostrovům udělil 4. července 1908 britský král Eduard VII. Tento znak se stal státním znakem i po vyhlášení nezávislosti 10. října 1970 a užívá se s nepatrnými změnami dodnes.

## Historie
Osamocené souostroví 322 ostrovů vulkanického nebo korálového původu bylo osídleno již ve 2. století Melanésany z jihovýchodní Asie. Roku 1774 jej navštívil James Cook. Roku 1827 ho prozkoumal Jules Dumont d'Urville. V roce 1835 dovezli britští misionáři červené vlajky s bílými holubicemi míru. Roku 1862 byl (pod vlivem těchto vlajek) zaveden státní znak domorodého státu Bau, který tvořil červený štít s bílou holubicí, která měla v zobáku bílou olivovou ratolest. Nad štítem byla královská koruna, za ním zkřížené domorodé zbraně a kolem štítu bílá, několikrát přeložená stuha s černým nápisem (není obrázek).
5. června 1871 vzniklo za pomoci Angličanů Království Fidži. Znak tvořil opět (po vzoru misionářského znaku) červený štít s bílou holubicí se zelenou (dle jiných zdrojů žlutou) olivovou ratolestí. Nad štítem byla žluto-červená královská koruna.
10. října 1874 bylo Fidži prohlášeno britskou korunní kolonií a užívaly se státní symboly Spojeného království.
Roku 1877 byla zavedena vlajka, kterou tvořila modrá britská služební vlajka (státní námořní vlajka), kde ve vlající části byl umístěn vlajkový emblém (anglicky Badge) Fidži. Ten tvořil světle modrý štít v bílém kruhu s mořskou hladinou a mořskou pannou držící zelenou větvičku v jedné a žluté zrcadlo v druhé ruce. Za štítem byly dva zkřížené domorodé oštěpy, celý znak byl orámován zelenou vavřínovou ratolestí (není obrázek).
V roce 1883 byl vlajkový emblém, z důvodu složitosti, změněn. V bílém kruhu byl poté pouze žlutý anglický lev stojící na žluté Tudorovské koruně s modrým sametem. Pod korunou byl černý nápis FIJI (není obrázek).
Roku 1903 byla koruna nahrazena korunou sv. Eduarda a upraven nápis FIJI (drobnější a zdobnější písmo) (není obrázek).

Státní znak Království Fidži (1871–1874)
Státní znak Spojeného království na Fidži (1874–1877)

4. července 1908 udělil britský král Eduard VII. Fidži nový znak. Štít znaku byl zobrazen i v bílém kruhu na současně přijaté vlajce ve vlající části (jako badge). Bílý kruh byl z vlajky vypuštěn roku 1924.
V roce 1965 získalo Fidži omezenou vnitřní autonomii a 10. října 1970 byla vyhlášena nezávislost (se statusem dominia. Znak i emblém na vlajce zůstal zachován (vlajka se však změnila), i přes několikero změn názvu státu: Nezávislá republika Fidži (6. října 1987, Nezávislá demokratická republika Fidži (25. července 1990, Republika Fidži (27. července 1998).

Fidžijský emblém
Fidžijská vlajka Poměr stran: 1:2
Fidžijská národní námořní vlajka Poměr stran: 1:2
Fidžijská státní námořní vlajka Poměr stran: 1:2
Fidžijská námořní válečná vlajka Poměr stran: 1:2

Existují návrhy na změnu vlajky, někteří si přejí návrat kompletního státního znaku na vlajku. Stylizovaný státní znak je užit i na vlajce fidžijského prezidenta.